# Dora Nelson (film, 1939)
Pour les articles homonymes, voir Dora Nelson.
Pour plus de détails, voir Fiche technique et Distribution.
Dora Nelson est un film italien réalisé par Mario Soldati, sorti en 1939.

## Synopsis
Inconnu.

## Fiche technique
- Titre : Dora Nelson
- Réalisation : Mario Soldati
- Scénario : Luigi Zampa d'après la pièce de Louis Verneuil
- Photographie : Anchise Brizzi
- Musique : Felice Montagnini
- Pays d'origine : Royaume d'Italie
- Format : Noir et blanc - 1,37:1 - Mono
- Genre : comédie dramatique
- Date de sortie : 1939

## Distribution
- Assia Noris : Dora Nelson / Pierina Costa
- Carlo Ninchi : Giovanni Ferrari
- Miretta Mauri : Renata
- Luigi Cimara : Alberto
- Carlo Campanini : Emilio
- Massimo Girotti : Enrico
- Nando Bruno : Gegè
- Gildo Bocci : Pasquale
- Emilio Cigoli : le faux trésorier
- Michele Riccardini : Sor Mario
- Alfredo Martinelli : un journaliste à Cannes (non crédité)
- Vittoria Carpi  (non créditée)